# Little Flock, Arkansas
Little Flock là một thành phố thuộc quận Benton, tiểu bang Arkansas, Hoa Kỳ. Năm 2010, dân số của thành phố này là 2585 người.

## Dân số
- Dân số năm 2000: 2585 người.
- Dân số năm 2010: 2585 người.